# 火星の大統領カーター
『火星の大統領カーター』（かせいのだいとうりょうカーター）は、栗本薫のパロディSF短編、およびそれを表題作とする短編集。「S-Fマガジン」誌に掲載されたパロディSF作品5編を収録したもの。1984年11月に早川書房より、「ハヤカワ・SF・スペシャル」として刊行された。のち1988年3月にハヤカワ文庫から発行された。
作品はいずれも、栗本が愛したSF作品（エドガー・ライス・バローズ『火星シリーズ』、フレドリック・ブラウン『火星人ゴーホーム』、 ロバート・E・ハワード『英雄コナン』、トム・ゴドウィン『冷たい方程式』）のパロディとなっている。また、ハヤカワ・SF・スペシャル版の装幀は1974年11月を最後に刊行が途絶えた「ハヤカワ・SF・シリーズ」の装幀を忠実に模したものであり、この装幀も含め、作者の愛したSFに対するオマージュ作品となっている。
なお、表題作『火星の大統領カーター』の「カーター」は『火星シリーズ』の主人公ジョン・カーターではなく、ジミー・カーター大統領のことである。

## 収録作品
1. 火星の大統領カーター
初出：『S-Fマガジン』1981年5月号
2. エンゼル・ゴーホーム
初出：『S-Fマガジン』1980年2月号
3. ロバート・E・ハワード還る
初出：『S-Fマガジン』1983年2月号
4. ナマコの方程式
初出：『S-Fマガジン』1980年6月号
5. 最後の方程式
初出：『S-Fマガジン』1983年3月号

## 刊本
- ハヤカワ・SF・スペシャル版：1984年11月30日発行 / ISBN 4-15-203273-1
- ハヤカワ文庫版：1988年11月15日発行 / ISBN 4-15-030259-6 表紙画:吾妻ひでお

## ミュージカル『ナマコの方程式』
作者自身の脚本・演出により、収録作品「ナマコの方程式」を原作とするミュージカルが製作され、2000年2月24日～27日にかけて、東京・神楽坂 die pratzeにて上演された。
- 脚本・演出・音楽：中島梓
- 主要キャスト
  - 和泉タク：水木竜司
  - ナマーコ：中山浩